# AirTrain JFK
L'AirTrain JFK est une navette automatique de 13 km qui relie l'aéroport international John-F.-Kennedy au réseau urbain du métro de New York (à Jamaica et Howard Beach dans le Queens) ainsi qu'aux trains de banlieue des réseaux LIRR, Amtrak et Metro-North Railroad, qui transitent par la ville de New York. Il est géré par Bombardier Transport, par contrat avec la PANYNJ, qui gère aussi le AirTrain Newark de l'aéroport international Liberty de Newark.
Sur le même modèle que l'AirTrain Newark, l'AirTrain JFK est gratuit dans l'enceinte de l'aéroport, en revanche, il est payant pour les personnes qui le prennent dans le Queens ; la MetroCard peut être utilisée à cette fin.

## Réseau

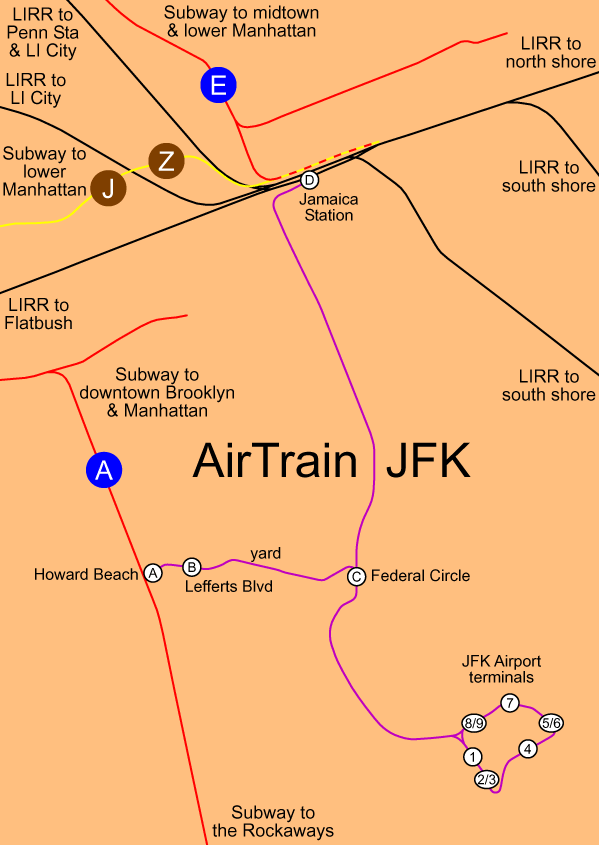
Carte de l'AirTrain.

Le train dessert six stations dans l'aéroport et quatre autres en dehors :
- Howard Beach
- Lefferts Boulevard
- Federal Circle
- Jamaica
- Terminal 1 ; Parking Vert
- Terminal 2 ; Terminal 3 ; Parking Vert
- Terminal 4 ; Parking Bleu ; Lignes de bus de la MTA
- Terminal 5 ; Terminal 6 ; Parking Jaune
- Terminal 7 ; Parking Orange
- Terminal 8 ; Terminal 9 ; Parking Rouge

## Matériel roulant

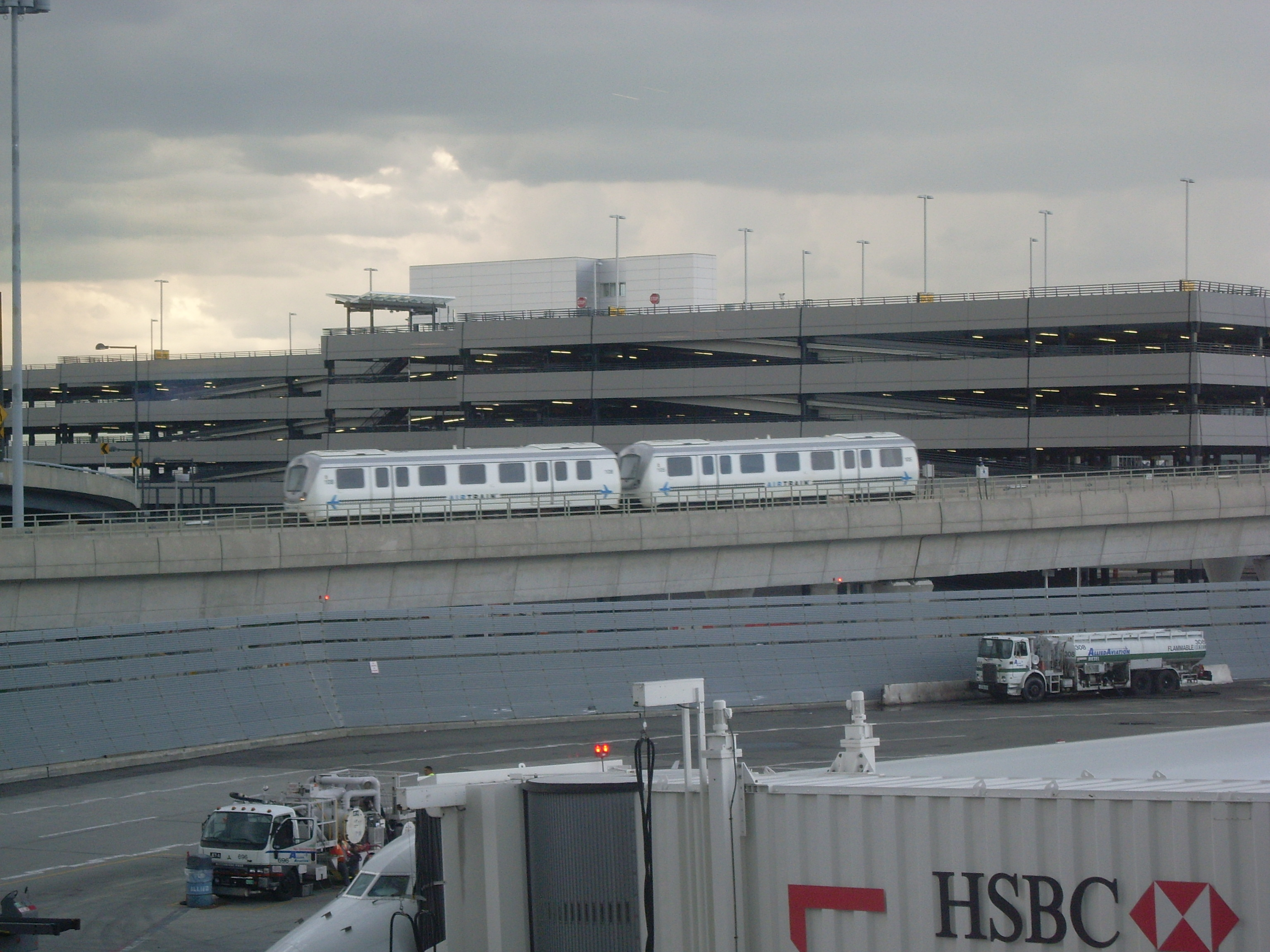
Rame au terminal 4.

Les rames en circulation sont de modèle ART (Advanced Rapid Transit) du constructeur canadien Bombardier du même type que le SkyTrain de Vancouver. L'alimentation parvient à la rame par un troisième rail.